# مسجد غيليلي (أذربيجان)
مسجد غيليلي(بالأذرية: Gileyli məscidi)‏ بالإنجليزية: The Gileyli mosque، بالفارسية: مسجد گله‌لی) أو مسجد جومارد غاراي (بالأذرية: Comərd Gəray məscidi)‏ : هو مسجد تاريخي يعود تاريخه إلى القرن الرابع عشر، ويقع في شارع ميرزا منصور في المدينة القديمة، باكو في أذربيجان. تم تسجيل المبنى كأثر معماري وطني من قبل مجلس وزراء جمهورية أذربيجان في 2 أغسطس 2001، رقم 132.

## التاريخ
تم بناء مسجد غيليلي على مرحلتين: في 1309، خلال فترة الشروانشاهيين، وفي النصف الثاني من القرن التاسع عشر. في الأصل، كان للمسجد أبواب مصنوعة من شجر الجوز، ولكن حُرقت وتم استبدالها.

## أنظر أيضا
- مسجد الشيخ إبراهيم (أذربيجان)
- مسجد السيد يحيى مرتضى
- مسجد حاجي هيبات